# Jining
Jining (chiń. 济宁; pinyin Jǐníng) – miasto o statusie prefektury miejskiej we wschodnich Chinach, w prowincji Szantung. W 2010 roku liczba mieszkańców miasta wynosiła 519 002. Prefektura miejska w 1999 roku liczyła 7 845 592 mieszkańców.